# Панченко Олег Олександрович
Оле́г Олекса́ндрович Па́нченко (нар. 19 серпня 1973) — український футболіст, що грав на позиції нападника. Відомий за виступами у низці українських команд різних ліг, зокрема луцьку «Волинь», де є одним із найкращих бомбардирів клубу під час виступів у першій лізі (17 м'ячів у чемпіонатах України — 23 місце серед усіх бомбардирів клубу, та поділяє 4 місце серед бомбардирів клубу в першій лізі), та черкаський «Дніпро», у складі обох команд займав 4 місце в першості України в першій лізі. Усього у першій українській лізі Олег Панченко відзначився 21 забитим м'ячем, і тривалий час входив до першої сотні бомбардирів першої української ліги.

## Клубна кар'єра
Олег Панченко народився в Ковелі й почав займатися футболом у місцевій ДЮСШ. Футбольну кар'єру нападник розпочав у місцевому аматорському клубі «Сільмаш» у 1990 році. У 1995 році здібного нападника запросили до клубу «Скала» зі Стрия, яка на той час грала в першій українській лізі. Після року виступів за стрийську команду Олег Панченко дістав запрошення від луцької «Волині», яка вибула з вищої ліги, та практично повністю оновила свій склад. Під керівництвом Анатолія Раденка «Волинь» тривалий час лідирувала в турнірі, та була головним претендентом на повернення до вищої ліги. У цьому сезоні Панченко зіграв за луцький клуб 35 матчів, відзначився 9 забитими м'ячами і став кращим бомбардиром команди у сезоні. Щоправда, «Волинь» у цьому сезоні зайняла лише 4 місце, і команді не вдалось повернутись до вищої ліги у зв'язку із нестачею коштів. Наступного сезону клуб вимушений був продати своїх лідерів — Гапона і Тимощука, та посів лише 9 місце у лізі. Цей сезон також був менш успішним і для Панченка як голеадора, адже у 32 зіграних матчах чемпіонату він відзначився лише 5 забитими м'ячами. Наступного сезону справи у луцького клубу пішли ще гірше, команда зайняла 14 місце в лізі та ледве врятувалась від вильоту до другої ліги. У цьому сезоні Панченко грав за «Волинь» лише півроку, за які він провів 18 матчів, і став гравцем іншого першолігового клубу — ФК «Черкаси» з однойменного міста. Черкаський клуб цього сезону реально претендував на вихід до вищої ліги, але зайняв у підсумку лише 4 місце. Проте після відмови запорізького «Торпедо» від місця у вищій лізі було вирішено провести додатковий матч за місце у вищій лізі між івано-франківським «Прикарпаттям», яке зайняло передостаннє місце у вищій лізі, та черкаською командою. Цей матч відбувся 4 липня 1999 року в Києві. Олег Панченко у цьому матчі знаходився у запасі, і вийшов на заміну на 58 хвилині матчу замість Олександра Назимова. Проте у цьому матчі черкаські футболісти поступилися з рахунком 1-3, і залишились у першій лізі. Олег Панченко ще півроку грав за «Черкаси», провів також один матч за кременчуцький «Кремінь» у другій лізі на правах оренди, і на деякий час покинув професійний футбол. Панченко повернувся до рідного Ковеля, де протягом півроку грав за місцевий аматорський клуб «Ковель-Волинь». За півроку футболіст повернувся до Черкас, де, щоправда, грав лише за другий склад «Черкас» у другій лізі. За півроку Олег Панченко знову повернувся до Ковеля, де грав за аматорський клуб «Колос». У 2002 році футболіст нетривалий час грав за хмельницьке «Поділля» у другій українській лізі, але цей клуб став останнім у професійній кар'єрі Панченка. У кінці 2002 року він нетривалий час грав за здолбунівський аматорський клуб «Волинь-Цемент», після чого остаточно завершив футбольну кар'єру.